# Čambarelići
Čambarelići is een plaats in de gemeente Kršan in de Kroatische provincie Istrië. De plaats telt 138 inwoners (2001).